# Ätran (tätort)
Ätran är en tätort i Falkenbergs kommun i Hallands län. Genom orten rinner ån med samma namn. Orten är omgiven av ett skogrikt landskap med en del sjöar. Sedan 2005 anordnas årligen under sommaren Nääsville Bluegrass Festival.

## Historia
Orten växte upp som ett stationssamhälle i slutet av 1800-talet. Redan 1887 nådde linjen Fegen–Ätrans Järnväg orten. Fegen hade i sin tur kontakt med Kinnared via Kinnared–Fegens Järnväg och därmed nådde man Nässjö och Halmstad, HNJ. Järnvägen västerut; Varberg-Ätrans Järnväg, byggdes 1909. Järnvägen är nedlagd sedan 1961.

## Befolkningsutveckling
| Befolkningsutvecklingen i Ätran 1965–2020 | Befolkningsutvecklingen i Ätran 1965–2020 | Befolkningsutvecklingen i Ätran 1965–2020 | Befolkningsutvecklingen i Ätran 1965–2020 | Befolkningsutvecklingen i Ätran 1965–2020 |
| ----------------------------------------- | ----------------------------------------- | ----------------------------------------- | ----------------------------------------- | ----------------------------------------- |
|                                           |                                           |                                           |                                           |                                           |
| År                                        |                                           |                                           | Folkmängd                                 | Areal (ha)                                |
| 1965                                      | 1965                                      |                                           | 264                                       |                                           |
| 1970                                      | 1970                                      |                                           | 289                                       |                                           |
| 1975                                      | 1975                                      |                                           | 303                                       |                                           |
| 1980                                      | 1980                                      |                                           | 318                                       |                                           |
| 1990                                      | 1990                                      |                                           | 395                                       | 60                                        |
| 1995                                      | 1995                                      |                                           | 401                                       | 65                                        |
| 2000                                      | 2000                                      |                                           | 404                                       | 67                                        |
| 2005                                      | 2005                                      |                                           | 400                                       | 67                                        |
| 2010                                      | 2010                                      |                                           | 417                                       | 68                                        |
| 2015                                      | 2015                                      |                                           | 400                                       | 65                                        |
| 2020                                      | 2020                                      |                                           | 405                                       | 73                                        |
| Anm.: Ny tätort 1965                      |                                           |                                           |                                           |                                           |

## Kommunikationer
Länsväg 153 Varberg-Ullared-Värnamo går genom orten.

## Näringsliv
Företagen Gremo (som tillverkar skogsmaskiner) och Specialkarosser AB (som tillverkar skåppåbyggnader till fordon) ligger i Ätran.

## Sport
Ätrans IF är aktivt på orten. Föreningen, som bildades 1939 har för närvarande (2022) verksamhet i skidor, orientering och gymnastik. Den har dock nått sina största framgångar i volleyboll där damlaget spelade fyra säsonger i division I (den högsta serien, numera med namnet Elitserien) Inom fotboll finns Ätrans FF, som bildades  genom en sammanslagning av tre klubbar under 1970-talet (bland annat Ätrans IF).